# Oued Lakhdar
Pour les articles homonymes, voir Lakhdar.
Ne doit pas être confondu avec l'Oued Lakhdar, affluent de l'Oum Errabiâ dans le centre du Maroc.
Oued Lakhdar, anciennement nommée Oued Chouly, est une commune de la wilaya de Tlemcen en Algérie.

## Géographie

### Situation
Le territoire de la commune d'Oued Lakhdar est situé au centre-est de la wilaya de Tlemcen. Son chef-lieu, Chouly, est situé à environ 17 km à vol d'oiseau à l'est de Tlemcen.
| Aïn Fezza        | Aïn Fezza                     | Ouled Mimoun |
| Terny Beni Hdiel | Oued Lakhdar                  | Beni Semiel  |
| Terny Beni Hdiel | Terny Beni Hdiel, Beni Semiel | Beni Semiel  |

### Relief et hydrologie, couverture végétales.
La commune de Oued Lakhdar fait partie des monts de Tlemcen. Nord sur une longueur de plus de 15 km, alimentée par des confluents de moindre importance. Le chef lieu se trouve confiné entre la rivière de Oued Chouly à l'Est et celle de Tamekchent à l'Ouest rétrécissant sont POS à une peau de chagrin.
Le territoire de la commune est constitué à plus de 70 % de montagne et de collines faisant de cette commune la plus pauvre de la wilaya.
La nature des sols est à dominance limoneuse avec certaines parcelles ou l'argile stérile de montmorillonite des collines donne l'aspect blanchâtre au paysage.
La forêt n'est pas dense et est constituée principalement de thuyas, de doums (Chamaerops humilis), de diss (Ampelodesmos mauritanicus), de pistachiers nains, de chênes kermès et quelques plantations artificielles de pins d'Alep.

### Localités de la commune
En 1984, la commune de Oued Lakhdar (Oued Chouly) est constituée à partir des localités suivantes :
- Oued Chouly (ACL)appelé aussi Mellalen signifiant en berbère la terre blanchâtre
- Ouled Berrioueche
- Ouled Ammar
- Béni Yacoub
- Ouled Benyahia
- Béni Hammad
- Ouled Sid El Hadj
- Mezoughene
- Yebdar
- Mersat
- Meiss
- Sidi Bouriah
- Tamekchent.

## Histoire
La localité existait bien avant l'arrivée des Turcs, ses villages ayant connu la présence de communautés humaines bien avant la ville de Tlemcen (Beni yaekoub ( les hilal-s-),Yebdar, Beni Ghazli, Mzoughen, Tizi, Tagma, Tamekchent, Mellalen, etc.).
Elle portait alors le nom de Oued Chouly. Chouly est un nom d'origine arabe (Chaouli ou chaouali), signifiant le dromadaire rougeâtre de sept ans. Zone de transhumance, beaucoup d'éleveurs des zones steppiques (Mechria, Ain Sefra) venaient se réfugier aux pieds des montagnes de Chouly ramenant avec eux dromadaires et ovins et y passaient tout l'été et une grande partie de l'automne. D'autres se sont sédentarisés (particulièrement la tribu des Hemiène) à la suite de l'aide qu'ils ont apportée à Aboutachfine (prince berbère de Tlemcen) contre les dignitaires corrompus et avides de pouvoir qui ont misé sur les Espagnols pour prendre le pouvoir.
Avant 1956, Oued Chouly dépendait administrativement de la commune mixte de Sebdou puis de la commune de Lamoricière. En 1956, elle a obtenu le statut de commune, en 1963 et sans raison elle fut destituée de son statut de commune pour le regagner en 1985. Le nombre d'habitants recensés en 1987 était de 8 700.
En 1993, elle a été renommée Oued Lakhdar pour des raisons non encore déterminées..

## Démographie
Selon le recensement général de la population et de l'habitat de 2008, la population de la commune de Oued Lakhdar est évaluée à 5 262 habitants contre 4 034 en 1998.
La population jeune de moins de 25 ans représente plus de 60%.
L'exode rural dans le territoire s'est répété dans l'histoire de la commune, le premier en fin du 1+ ième siècle[Quoi ?] à la suite de l'imposition du recensement et de la vaccination, beaucoup ont refusé et ont migré vers d'autres horizons. En 1958-1959 à la suite de la pression de la guerre de libération et la création de centres de concentration, beaucoup de ruraux furent transférés vers la SAS. Le troisième à la suite de l'amplification des actions terroristes dans la vallée de Oued Chouly plus de 90 % de la population des agglomérations secondaires se sont réfugiées soit à l'ACL soit vers Tlemcen et ouled mimoun.

## Économie
La localité caractérisée par une vallée de plus de quinze kilomètres où sont cultivés des fruits (cerises, amandes, noix, figues, coings, :العناب Myrtilles (Ziziphus jujuba)[Quoi ?], etc.) et des légumes de tout genre grâce aux multiples sources pérennes mille fois ancestrales depuis Beni Ghazli à Yebdar Hella (Ain Ben Hellal). Plus de la moitié de la population active trouve son revenu en exerçant des emplois (dans leur majorité précaires) en faisant la navette quotidienne vers Tlemcen. Certaines activités commerciales se sont installées au niveau de l'ACL à la suite des projets d'habitat rural lancés par le gouvernement et qui a permis d'attirer plusieurs citoyens en quêtes de lots de terrain à bas prix et d'aide à la construction de l’État.
L'agriculture, qui était la principale source de revenu, ne l'est plus et des terres irriguées sont laissées en friche à cause des problèmes de succession et d'héritage qui favorisent l'émiettement des terres. Même si l’État a donné les subventions en 2000 et 2004, la production et le savoir faire local en matière de production végétale risque de disparaître.
EDUCATION, SANTÉ, CULTURE
Le nombre d'écoles primaires est de 04 pour plus de 600 enfants, il y a deux collèges d'enseignement moyens (CEM), aucun lycée, aucun centre de formation professionnel. Il y a eu construction d'une bibliothèque communale qui semble dynamique et la construction d'une maison dite de culture sur un stade de proximité. La commune ne dispose pas réellement d'infrastructures sportives.
Pour la santé, il y a deux centres de soin, et la population reste encore dans le besoin d'une ambulance et d'une clinique rurale. Deux jeunes pharmaciens ont eu le courage de s'installer à Chouly et il ne se plaignent pas par les bons bilans financiers.
Oued Chouly est connue durant la révolution de 1954 pour être la zone de passage obligée des troupes de l'ALN. A elle seule, la commune a perdu 300 chouhadas et des dizaines de moudjahidines.
La population connaît un problème de santé lié aux maladies chroniques (glycémie, HTA...) et des crises liées aux MTH.